# چارچوب سی‌اس‌اس
چارچوب سی اس اس یک چارچوب نرم‌افزاری است که ساخته شده‌اند برای طراحی راحت‌تر صفحات وب به شکل استاندارد با استفاده از شیوه نامه های آبشاری. 